# Xiaomi
Xiaomi Corporation (кит. трад. 小米集團, упр. 小米集团, пиньинь Xiǎomǐ Jítuán, палл. Сяоми́ Цзитуа́нь; стилизировано как XiaoMi) — китайская корпорация, основанная Лэй Цзюнем в 2010 году совместно с партнёрами. Разрабатывает и производит бытовую электронику: смартфоны (в 2021 году стала лидером по объёму их продаж), смарт-телевизоры, планшеты, смарт-часы и смарт-очки, а также бытовую технику, электромобили, электросамокаты, электровелосипеды и мобильные чипы. Является разработчиком прошивки для смартфонов и другой электроники MIUI, в настоящее время известной как HyperOS, а также различных приложений и среды для интернета вещей. Имеет собственную сеть магазинов по продаже электроники.
Зарегистрирована на Каймановых островах, штаб-квартира находится в Пекине (КНР). С 2018 года является публичной компанией, акции котируются на Гонконгской фондовой бирже.

## Название

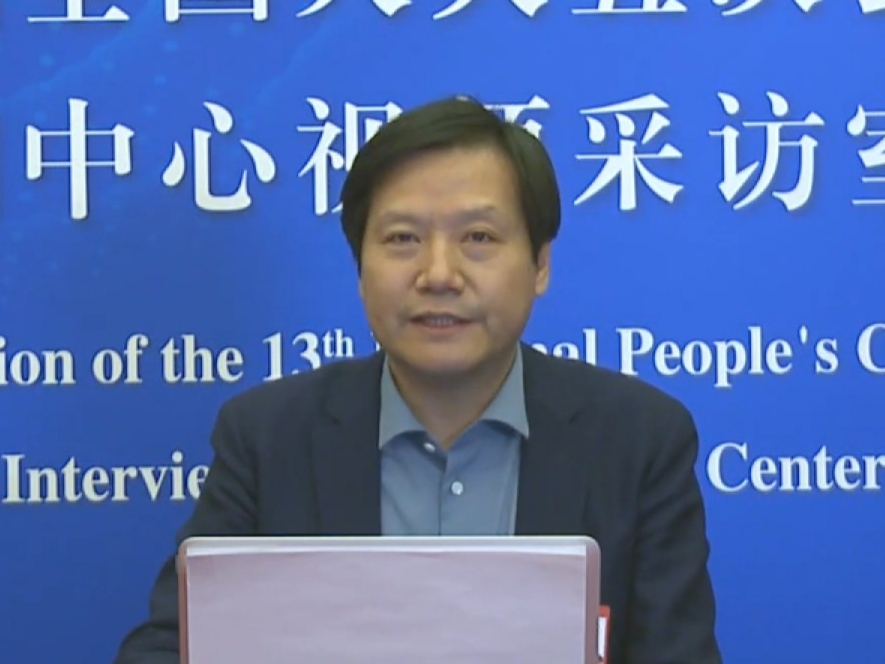
Лэй Цзюнь

Дословно название компании переводится как «маленькое зернышко». Лэй Цзюнь объясняет это отсылкой к интерпретации одной из буддийских сутр — «сила крошечного зернышка риса так же велика, как гора Сумеру, и способна мгновенно остановить бурную реку». Также окончание MI интерпретируют как «мобильный интернет» (mobile internet) и даже Mission Impossible (миссия невыполнима), намекая на то, что компания ставит перед собой задачи, которые невозможно выполнить, и достигает успеха, решая их.
Символ Xiaomi — заяц в шапке-ушанке с красной звёздочкой и с красным пионерским галстуком на шее. В Китае его называют как «Mitu». За пределом Китая его называют «Mi Bunny» в честь бренда детских смарт-часов. Позже красную звезду на шапке заменили логотипом компании.

## История
Xiaomi была основана шестью партнёрами 7 апреля 2010 года. 16 августа 2010 года Xiaomi официально запустила прошивку MIUI, основанную на системе Android и совмещающую стили Samsung TouchWiz и iOS.
Первый смартфон — Mi 1 был анонсирован в августе 2011 года. Он поставлялся в двух версиях — с прошивкой MIUI и с «чистым» Android. В августе 2012 года компания представила смартфон Mi 2, к сентябрю 2013 года было продано более 10 миллионов устройств. Также вышла улучшенная версия Mi1 Plus. В 2012 году оборот компании достиг 1 млрд долларов, а в 2014 году — 10 млрд долларов.
В сентябре 2013 года Лэй Цзюнь объявил о планах запуска 3D-телевизора под управлением Android с диагональю 47 дюймов, который будет собираться на заводе корпорации Wistron на Тайване. Тогда же Xiaomi анонсировала смартфон Mi 3. 25 сентября 2013 года было объявлено о планах открыть первый флагманский магазин в Пекине. В октябре 2013 Xiaomi стала пятым брендом мобильных телефонов в Китае.
По результатам первого квартала 2014 года компания заняла 3-е место по объёму продаж смартфонов на рынке Китая (11 %), обогнав Apple (10 %). В мире компания занимала 6-е место (3,8 %).
В апреле 2014 года компанией было объявлено о начале расширения на рынки десяти стран, включая Россию, Сингапур, Малайзию и Индию. Ответственным был назначен один из бывших сотрудников Google Хьюго Барра. 17 марта 2014 года был анонсирован Redmi Note (также известный как HongMi Note). Redmi Note был оснащён 5,5-дюймовым HD IPS-дисплеем с технологией OGS и восьмиядерным процессором от MediaTek.
15 мая 2014 года Цзюнь на пресс-конференции представил два продукта: планшет MiPad и 4К-продолжение телевизора MiTV 2.
22 июля 2014 года в ходе проведения ежегодной конференции компания объявила о следующем поколении смартфонов под названием Xiaomi Mi4, а также анонсировала выход шестой версии прошивки на базе ОС Android — MIUI. В ходе конференции был представлен первый «умный браслет» — Mi Band.
В третьем квартале 2014 года Xiaomi, по данным IHS iSuppli, впервые в своей истории вышла на третье место в мире по продажам смартфонов.
В 2015 году Xiaomi выпустила первую собственную экшн-камеру Yi, которая объявляется конкурентом GoPro. Также в 2015 году были представлены смартфоны Xiaomi Redmi Note, Mi Note, Mi Note Pro, Redmi Note 2, Redmi Note 3, Redmi 2 и Mi4C. Из аксессуаров стоит выделить тестер воды и маленькую Bluetooth-колонку Xiaomi MiFa.
В феврале 2016 года был представлен смартфон Xiaomi Mi5, в марте того же года — первый «умный» велосипед компании: Xiaomi QiCycle R1, а в июле — первый ноутбук под своей маркой, Xiaomi Mi Notebook Air, а также новый смартфон — Xiaomi Redmi Pro. Однако в целом продажи компании в 2016 году резко упали, она опустилась с 1-го на 5-е место на рынке смартфонов Китая. В 2017 году продажи смартфонов выросли вдвое, и компания вышла на 4-е место в мире.
5 сентября 2017 года был представлен первый смартфон под названием Xiaomi Mi A1 в рамках программы Android One от компании Google, в котором не используется фирменная оболочка MIUI — на устройстве установлен «чистый» выпуск оригинальной сборки OS Android от Google (включая полный пакет сервисов Google). Xiaomi Mi A1 полностью аппаратно идентичен с мобильным телефоном Xiaomi Mi 5X c системной оболочкой MIUI.
11 сентября 2017 года компания представила новый безрамочный смартфон Xiaomi Mi Mix 2 с дисплеем диагональю 5,99 дюйма.
В июле 2018 года акции компании были размещены на Гонконгской фондовой бирже; IPO принесло 24 млрд гонконгских долларов (3 млрд $), основными андеррайтерами выступили Goldman Sachs, Morgan Stanley и CITIC Securities.
25 октября 2018 года Xiaomi анонсировала свой первый смартфон-слайдер Mi Mix 3 с выдвижной камерой и 10 ГБ ОЗУ.
Выручка компании в 2018 году составила 26 млрд долларов.
5 мая 2021 года стало известно, что компания разрабатывает сразу три модели планшетов. В мае 2021 года компания начала продажу бюджетных телевизоров Mi TV P1. Первым рынком для линейки стала Италия.
В октябре 2021 года генеральный директор компании Лэй Цзюня объявил, что Xiaomi в 2024 году планирует запустить собственное серийное производство электромобилей. Раннее в марте того же года, организация уже заявляла, что собирается инвестировать в направление электротранспорта 10 млрд $ на протяжении следующих 10 лет. Для развития данного направления бизнеса, в сентябре 2021 года компания зарегистрировала подразделение по разработке электромобилей Xiaomi EV. 28 декабря 2023 года Xiaomi провела презентацию своего первого электромобиля «SU7 (Speed Ultra)», представляющего собой седан длиной 4,9 метра.
В апреле 2025 года компания представила свою первую рассуждающую ИИ-модель с открытым исходным кодом MiMo.

## Собственники и руководство
Крупнейшими акционерами компании являются два сооснователя, Лэй Цзюнь и Линь Бинь, им принадлежит 9,5 % и 9,2 % акций соответственно. Из институциональных инвесторов крупнейшим является The Vanguard Group (2,78 % акций).
- Лэй Цзюнь (Lei Jun, род. 16 декабря 1969 года) — сооснователь, председатель совета директоров и генеральный директор. До Xiaomi возглавлял китайского разработчика программного обеспечения Kingsoft. С капиталом 13 млрд долларов в 2023 году занимал 20-е место среди самых богатых миллиардеров Китая и 190-е место в мире[41].
- Линь Бинь (Lin Bin, род. в 1968 году) — сооснователь, вице-председатель с 2019 года (до этого был президентом). До Xiaomi работал в Microsoft и Google. С капиталом 5,6 млрд долларов в 2023 году занимал 659-е место среди самых богатых миллиардеров мира, 68-е место в Китае и 258-е в США (имеет американское гражданство)[42].

## Деятельность
Выручка компании за 2024 год составила 366 млрд юаней ($51,2 млрд). На смартфоны пришлось 52 % выручки, на интернет вещей и другую электронику — 28 %, на интернет-услуги — 9 %, на электромобили — 9 %. Зарубежные продажи составили 42 %. 
Поставки смартфонов составили 150,5 млн штук, что соответствовало третьему месту на мировом рынке с долей 12,8 %. 
Второй по значимости категорией продукции были телевизоры, их было продано 12,4 млн штук (5-е место в мире). 
Кроме этого компания продаёт планшетные компьютеры, ноутбуки, наушники и другую электронику, а также крупную бытовую технику (кондиционеры и стиральные машины). 
В 2024 году было начато серийное производство электромобилей.
Xiaomi является бесфабричной компанией, товары под её брендами собирают сторонние контрактные производители (в основном китайские), сама Xiaomi разрабатывает дизайн и прошивку, а также осуществляет подбор комплектующих. 
Себя Xiaomi позиционирует как интернет-компания, приоритетом считает создание среды для интернета вещей — взаимодействие различной электроники через сервисы компании.
Продукция компании продаётся под брендами Xiaomi, Black Shark, POCO, Redmi, Meitu, Aqara, Viomi, Mijia, Xiaobai, ZMi, [[KingMi, Yeelight, RoidMi, SWDK, Oclean, Wiha, XiaoAi, MiTu, Segway.
В списке крупнейших публичных компаний мира Forbes Global 2000 за 2024 год Xiaomi заняла 306-е место.
|                     | 2015   | 2016   | 2017   | 2018  | 2019  | 2020  | 2021  | 2022  | 2023  | 2024  |
| ------------------- | ------ | ------ | ------ | ----- | ----- | ----- | ----- | ----- | ----- | ----- |
| Выручка             | 66,81  | 68,43  | 114,6  | 174,9 | 205,8 | 245,9 | 328,3 | 280,0 | 271,0 | 365,9 |
| Чистая прибыль      | -7,581 | 0,553  | -43,83 | 13,55 | 10,04 | 20,36 | 19,34 | 2,474 | 17,48 | 23,66 |
| Активы              | 39,14  | 50,77  | 89,87  | 145,2 | 183,6 | 253,7 | 292,9 | 273,5 | 324,2 | 403,2 |
| Собственный капитал | -86,71 | -92,19 | -127,3 | 71,32 | 81,33 | 123,7 | 137,2 | 143,7 | 164,0 | 188,7 |

## Xiaomi в России
В июне 2015 года Xiaomi подписала контракт с российской компанией «Марвел-Дистрибуция» на поставку планшетов MiPad. 18 июня 2015 года планшеты Xiaomi MiPad официально стали продавать в розничной сети «Связной». По итогам 2016 года компания не попала в первую десятку по количеству проданных устройств и выручке от их реализации. Однако в первом квартале 2017 года, по оценке ритейлера «Связной», Xiaomi оказалась в топ-10 российских компаний по объёму выручки.
По результатам 3 квартала 2017 года Xiaomi заняла третье место на рынке смартфонов в России (по ввозу в страну). В марте 2018 года Xiaomi впервые поднялась на первое место в России по продажам в интернет-магазинах. В мае 2018 года был открыт 60-й магазин сети Mi Store в России.
5 мая 2021 года стало известно, что компания стала лидером рынка по продаже смартфонов в России. На её долю пришлось 32 % всех поставок смартфонов в Россию (рост на 125 %). По итогам января 2022 года доля Xiaomi на рынке смартфонов в России сократилась более чем на 5 %, до 18,9 %.

## Дочерние компании
Основные дочерние компании:
- Xiaomi Inc. — электронная коммерция
- Xiaomi HK — оптовая и розничная торговля смартфонами и другой электроникой
- Xiaomi Communications — разработка и продажа смартфонов и другой электроники
- Xiaomi Mobile Software — разработка программного обеспечения для мобильных телефонов
- Zhuhai Communications — покупка и продажа электроники и комплектующих
- Xiaomi India Technology — торговля смартфонами в Индии
- Chongqing Microcredit — потребительское кредитование и другие финансовые услуги

## Продукция

### Программное обеспечение
- MIUI — фирменная оболочка, основанная на базе Android
- Xiaomi Hyper OS — новая фирменная оболочка, основанная на базе Android, заменившая MIUI
- GetApps — магазин приложений
- Mi Music[англ.] — музыкальный сервис
- Mi Pay — платёжная система
- Xiaomi Community — форум для фанатов техники Xiaomi
- Mi Video — сервис для просмотра видео
- Mi Browser — фирменный браузер
- Themes — менеджер тем
- Xiaomi MiMo — открытая языковая модель с функцией рассуждения

### Смартфоны
Смартфоны компании выпускаются под брендами Xiaomi (Mi, Mi A, Mi Max, MIX, Mi Note), Redmi (Redmi Note, Redmi K, Redmi A, Redmi S), POCO и Black Shark.
В прошивке смартфонов Xiaomi присутствует встроенная реклама, которая была убрана только в версии MIUI 14 (релиз в конце 2022 г.) — компания заявляла, что зарабатывает только на ней, продавая смартфоны по минимальной цене.
24 сентября 2019 года Xiaomi представила первый в мире смартфон с изогнутым дисплеем, который охватывает практически всё устройство — Mi Mix Alpha.
26 февраля 2023 года на глобальном рынке была представлена серия смартфонов Xiaomi 13, ставшая одной из самых дорогих в истории компании: базовая модель в лице Xiaomi 13 оценена в 1000 евро за версию с 8/256 ГБ памяти, а Xiaomi 13 Pro на 12/256 ГБ памяти получил ценник в 1300 евро. Таким образом Xiaomi 13 Pro обогнал по стоимости даже Galaxy S23 Ultra от Samsung в версии с таким же объёмом хранилища.
В 2025 году Xiaomi сделала релиз бескнопочного[прояснить] смартфона с невидимой фронтальной камерой. Кодовое название устройства — «Zhuque».

### Планшеты
- Xiaomi Mi Pad — первый планшет компании.
- Xiaomi Mi Pad 2 — второй планшет компании, есть версии с Android или Windows.
- Xiaomi Mi Pad 3 — третий планшет компании.
- Xiaomi Mi Pad 4 — четвёртый планшет компании.
  - Xiaomi Mi Pad 4 Plus — улучшенная версия MiPad 4 с экраном 10".
- Xiaomi Pad 5 — пятое поколение планшетов от Xiaomi, имеет процессор Qualcomm Snapdragon 860
  - Xiaomi Pad 5 Pro — улучшенная версия Pad 5, только для китайского рынка.
- Xiaomi Pad 6 — шестое поколение планшетов Xiaomi[58]
  - Xiaomi Pad 6 Pro — отличается от базовой версии другим процессором (Snapdragon 8+ Gen 1 против 870) и аккумулятором.

### Наушники
Компания производит множество наушников, в том числе:
- проводные полноразмерные наушники Xiaomi Mi Headphones, Light Edition, v2.
- проводные наушники — вкладыши:
  - Xiaomi Huosai, Piston, Piston 1More, Piston v3, 2
  - Xiaomi Basic
  - Xiaomi Piston, Fresh Bloom, Youth, Fresh, Air Capsule, 2
  - Xiaomi Capsule
  - Xiaomi Dual-Unit
  - Xiaomi Mi, Piston Headphones Basic, In-Ear Headphones (+Basic/Pro/Pro 2/Pro HD)
  - Xiaomi Mi Noise Cancelling Earphones (+Type-C), Xiaomi Mi ANC Type-C In-Ear Earphones
- Bluetooth-гарнитуры на одно ухо: Xiaomi Millet Bluetooth headset mini и Xiaomi Mi Bluetooth Headset
- Беспроводные наушники:
  - Xiaomi Millet Sports Bluetooth
  - Xiaomi Mi Collar Bluetooth Headset
  - Xiaomi Mi Sports Bluetooth (+Earphones/Headset/Mini)
  - Xiaomi Airdots
  - Xiaomi Airdots Pro
  - Xiaomi Earbuds
  - Xiaomi Redmi Airdots 3 Pro

### Фитнес-браслеты
- Семейство Mi Band
- Семейство Redmi Band

### Бытовая техника/электроника
23 апреля 2019 года компания презентовала новую беговую дорожку Xiaomi WalkingPad.
23 октября 2019 года компания выпустила умное одеяло, которое подстраивается под температуру тела.
7 сентября 2023 года Xiaomi вместе с «Яндексом» представила смарт-устройство «Умный дисплей», которым можно управлять с помощью голосового помощника «Алиса» или через 10,1-дюймовый экран.
Бренд Mijia/MiJia (Smart Life)
Под маркой Mijia на рынок были выпущены умный электрический чайник 1S, термостатический электрочайник Pro, МФУ, подвесной светильник, компактная стиральная машина с загрузкой 3 кг вещей, электробритва Mijia S300, электросамокат, многофункциональная реверсивная отвертка Mijia Wiha 8-in-1 Ratcheting Screwdriver, IP-камеру и многие другие продукты.
1 июня 2020 Xiaomi сообщила о переименовании официального канала решений умной бытовой электроники Mijia, теперь он будет называться Xiaomi Smart Life; логотип серии остался прежним
В апреле 2021 года компания представила новую электронную книгу InkPalm 5. По размерам книга соответствует смартфону, имеет 5,2-дюймовый дисплей разрешением 1280x720 точек, а масса 115 г и толщина 6,9 мм позволяют носить устройство в кармане.
В августе 2022 года Xiaomi представила умные очки Mijia Glasses Camera с функциями камеры, переводчика и дополненной реальности, поддержкой Wi-Fi и Bluetooth 5.0. В феврале 2023 года на выставке MWC 2023 компания показала прототип своих новых очков, получивших название Xiaomi Wireless AR Smart Glass Explorer Edition.

### Роботы
В сентябре 2021 года компания выпустила на китайский рынок модели Xiaomi CyberDog, которые позиционируются в качестве «умных помощников» и являются более дешёвым аналогом модели Spot от Boston Dynamics. Робот-собака от Xiaomi оснащен встроенным SSD накопителем объёмом 128 Гб, 12 сенсорными датчиками, что позволяет ему распознавать лица и силуэты объектов, сопоставляя их с базой изображений. Открытый код позволяет пользователям вносить изменения в настройки и дорабатывать пилотную модель робота-собаки. На том же уровне прогресса находятся роботы пылесосы Xiaomi.
В августе 2023 года Xiaomi выпустила робособаку CyberDog 2. При помощи микропривода Xiaomi CyberGear робот может выполнять сложные манёвры, такие как прыжки, сальто назад, приземление на четыре лапы при падении с высоты. В качестве «морды» робопса представлен сенсорный дисплей, на котором отображается информация о «настроении» робота, зарядке батареи и т. п. Управление собакой осуществляется при помощи жестов, голоса и приложения.

### Автомобили
В 2021 году Xiaomi объявила об инвестициях в электромобильное подразделение Xiaomi Auto в размере 10 млрд долларов. 
В конце 2023 года Xiaomi представила свой первый серийный автомобиль Xiaomi SU7 и публично объявила о цели войти в пятерку крупнейших автопроизводителей мира. 28 марта 2024 года Xiaomi официально представила седан SU7 в Пекине.
22 мая 2025 года Xiaomi официально представила электрический кроссовер YU7 в трёх комплектациях: Standard, Pro и Max.

## Критика

### Нарушение GPL
Xiaomi критиковалась за несоблюдение условий GNU GPL. Ядро Linux-проекта Android защищено лицензией GPL с авторским правом, это требует от Xiaomi опубликовать полный исходный код ядра Android и ветвей проекта для каждого выпускаемого устройства Android. Отказываясь сделать это или необоснованно откладывая выпуск этих релизов, Xiaomi действует в нарушение закона об интеллектуальной собственности в Китае, как государстве ВОИС. 
Известный разработчик Android Франсиско Франко подверг критике поведение Xiaomi после неоднократных задержек с выпуском исходного кода ядра. Xiaomi в 2013 году заявила, что выпустит код ядра. Исходный код ядра доступен на сайте GitHub.

### Сравнение с Apple Inc.
Xiaomi сравнивали с американской корпорацией Apple Inc., поскольку обозреватели обнаружили, что некоторые телефоны и планшеты Xiaomi внешне похожи на Apple. Кроме того, маркетинговая стратегия Xiaomi иногда описывается как опирающаяся на «культ Apple». Сообщается, что, прочитав книгу о Стиве Джобсе в колледже, председатель и главный исполнительный директор Xiaomi Лэй Цзюнь тщательно разработал имидж Стива Джобса, включая джинсы, темные рубашки и стиль объявления Джобса в более ранних анонсах продуктов Xiaomi. Учитывая вышесказанное, он был отнесен к категории «поддельного Джобса».
В 2012 году было заявлено, что компания подделывает философию и образ мышления Apple. В 2013 году критики обсуждали, какая часть продуктов Xiaomi была инновационной, а какая часть их инноваций была просто действительно хорошими связями с общественностью. Другие отмечают, что, хотя есть сходство с Apple, возможность настраивать программное обеспечение на основе пользовательских предпочтений с помощью операционной системы Android от Google отличает Xiaomi.

### Проблемы конфиденциальности и предполагаемая кража данных
Сервис облачного хранилища  хранит все пользовательские данные на своих серверах, расположенных в Китае. Были сообщения, что облачная служба обмена сообщениями Xiaomi отправляет некоторые личные данные, включая журналы вызовов и контактную информацию, на серверы Xiaomi. Позже Xiaomi выпустила обновление MIUI, которое сделало облачный обмен сообщениями необязательным: Xiaomi заявила, что личные данные не отправлялись на серверы Xiaomi, если служба облачных сообщений была отключена.
В октябре 2014 года Xiaomi объявила, что они настраивают серверы за пределами Китая для международных пользователей, сославшись на улучшение услуг и соблюдение правил в нескольких странах. Примерно в то же время ВВС Индии выпустили предупреждение в отношении телефонов Xiaomi, заявив, что они представляют собой национальную угрозу, поскольку они отправляли пользовательские данные в агентство правительства Китая.
30 апреля 2020 года «Forbes» сообщил, что Xiaomi отслеживает использование своих браузеров, в том числе активность частного браузера[неизвестный термин], метаданные телефона и навигацию по устройству, и, что более тревожно, без безопасного шифрования или анонимности, более агрессивно и в большей степени, чем другие браузеры. Xiaomi в ответ заявила, что, хотя она собирала данные о просмотрах, но эти данные не связывались с конкретными пользователями, и что потребители дали согласие на отслеживание. Однако после ответа автора отчёта Габриэля Цирлига Xiaomi отступила и добавила возможность полностью остановить утечку информации при использовании своего браузера в режиме инкогнито.
3 февраля 2023 года учёные Корнеллского университета из Великобритании и Ирландии опубликовали исследование, в соответствии с которыми в смартфоны Xiaomi (наряду с OnePlus и Realme) встроены функции слежки за пользователями, отправляющие данные на ресурсы производителей и их партнёров (Baidu и операторы связи) даже если пользователи отказались от аналитики и персонализации. Отправка данных, в которые входят идентификаторы устройств (IMEI и MAC-адрес), местоположение (координаты GPS и идентификаторы соты), профили пользователей (номер телефона, статистика использования приложений и их телеметрия) и социальные связи (журналы звонков и сообщений, списки контактов), происходит даже при отсутствии SIM-карты.
В мае 2025 года учёные Принстонского университета и Citizen Lab опубликовали исследование, по данным которого 47,6 % из топ-800 приложений в фирменном магазине приложений Mi Store используют нестандартные и слабые протоколы шифрования. Данные, отправляемые приложением, могут быть легко расшифрованы. Для сравнения в топ-800 приложений Google Play такая проблема обнаружена лишь у 3,5% приложений.

### Временный запрет и критика в Индии
9 декабря 2014 года Высокий суд Дели вынес судебный запрет ex parte, который запретил импорт и продажу продукции Xiaomi в Индии. Этот судебный запрет был издан в ответ на жалобу, поданную Ericsson в связи с нарушением её патента, лицензированного FRAND (Справедливое, разумное и недискриминационное лицензирование). 16 декабря Высокий суд Дели разрешил Xiaomi продавать свои устройства, работающие на процессоре Qualcomm до 8 января 2015 года. После этого Xiaomi провела различные распродажи на Flipkart, в том числе 30 декабря 2014 года. Благодаря этой продаже компания получила освещение в прессе, когда их флагманский телефон Xiaomi Redmi Note 4G был распродан за 6 секунд. Судья продлил временный приказ судейской коллегии, что позволило Xiaomi продолжить продажу телефонов на базе чипсетов Qualcomm до марта 2018 года.
27 июня 2020 года Конфедерация всеиндийских трейдеров (CAIT) раскритиковала вице-президента Xiaomi Global и директора по Индии Ману Кумара Джайна за неуважение к настроениям граждан Индии после того, как он назвал кампанию «Бойкот китайских продуктов» результатом ментальности толпы.

## Санкции

### Война на Украине
В 2022 году в связи с деятельностью в России на фоне российско-украинской войны украинское Национальное агентство по предотвращению коррупции внесло «Xiaomi» в список международных спонсоров войны.